# Frederick Gordon
Frederick Stanley Gordon (ur. 29 października 1897, zm. 27 czerwca 1985) – nowozelandzki as myśliwski okresu I wojny światowej. Autor 9 zwycięstw powietrznych.

## Życiorys
Frederick Stanley Gordon służył w eskadrze myśliwskiej No. 74 Squadron RAF pd lata 1918 roku.
W jednostce odniósł swoje pierwsze zwycięstwo powietrzne 2 sierpnia 1918 roku nad niemieckim samolotem LVG. Ostatnie 9 zwycięstwo odniósł 30 października nad niemieckim balonem obserwacyjnym.

## Odznaczenia
- Military Cross,
- belgijski Croix de Guerre (1914-1918).